# Pro Patria (cheval)
Pour les articles homonymes, voir Pro Patria (homonymie).
Pro Patria est un cheval de course de la race du Trotteur français, connu pour avoir remporté la première édition du Prix d'Amérique en 1920. Il décroche la même épreuve en 1921. 

## Carrière
Pro Patria naît en 1915 au haras du Bois-de-Troarn appartenant à M. Jean Cabrol, dans le département du Calvados,. Il lui donne son nom par patriotisme, en pleine Première Guerre mondiale. 
En septembre 1918, lors des seules réunions normandes de l'année, à Argentan, Pro Patria réalise le deuxième temps des épreuves individuelles chronométrées pour la qualification des chevaux trotteurs, en 1' 34" 7/10. Le troisième jour, il termine deuxième du Prix de la Vesle.
Il remporte le Prix d'Amérique en 1920, puis l'année suivante, en battant Passeport.
Il est mis à la reproduction dès son année de cinq ans. En 1931, Pro Patria est acheté par la comtesse de Bellaigue, mère de Dominique de Bellaigue. Il s'avère un piètre reproducteur, et meurt à l’âge de 20 ans, en 1935.

## Origines
.